# Lawrence William Nuttall
Lawrence William Nuttall  ( * 1857 - 1933 ) fue un botánico, y micólogo estadounidense.
Fue un destacado recolector y taxónomo, de la flora de Virginia Occidental, y parte de sus colecciones se resguardan en el Herbario de la "Academia de Filadelfia de Ciencias Naturales" 

## Algunas publicaciones
- Millspaugh, FM; LW Nuttall. 1895. Flora of Santa Catalina Island. Chicago, 413 pp. 14 planchas
- Millspaugh, FM; LW Nuttall. 1896. Flora of West Virginia. Ed. Field Columbian Museum
- Millspaugh, FM; LW Nuttall. 1923. Flora of Santa Catalina Island. Field Museum of Natural History Publ. 212. 413 pp.

## Honores

### Epónimos
Especies
- (Apiaceae) Aletes nuttallii (A.Gray) W.A.Weber[1]
- (Asteraceae) Bigelowia nuttallii L.C.Anderson[2]
- (Asteraceae) Townsendia nuttallii Dorn[3]
- (Boraginaceae) Tiquilia nuttallii (Benth.) A.T.Richardson[4]
- (Brassicaceae) Boechera nuttallii (Kuntze) Dorn[5]
- (Caryophyllaceae) Minuopsis nuttallii (Pax) W.A.Weber[6]
- (Leguminosae) Desmodium nuttallii (Schindl.) B.G.Schub.[7]
- (Melastomataceae) Rhexia nuttallii C.W.James[8]
- (Polygonaceae) Eriogonum nuttallii Gamble ex Nutt.[9]
- (Scrophulariaceae) Agalinis nuttallii Shinners[10]

- La abreviatura «L.Nutt.» se emplea para indicar a Lawrence William Nuttall como autoridad en la descripción y clasificación científica de los vegetales.[11]

## Fuente
- Allen G. Debus (dir.) 1968. World Who’s Who in Science. A Biographical Dictionary of Notable Scientists from Antiquity to the Present. Marquis-Who’s Who. Chicago : xvi + 1855 pp.